# Armstrong Siddeley Hyena
L'Armstrong Siddeley Hyena era un motore aeronautico radiale a 15 cilindri tripla stella raffreddato ad aria sviluppato dall'azienda britannica Armstrong Siddeley negli anni trenta e rimasto allo stadio di prototipo.

## Storia

### Sviluppo
Lo Hyena venne sviluppato nei primi anni trenta per poter disporre di un nuovo modello di motore da proporre al mercato dell'aviazione civile e militare dalle dimensioni frontali ridotte e dalla potenza dell'ordine dei 600-700 hp. Per ottenere questo risultato l'ufficio di progettazione scelse un motore raffreddato ad aria dotato di un'inedita architettura basata sul posizionamento di tre file da cinque cilindri ciascuna, dotati di alettatura e sfalsati tra loro per consentire un adeguato afflusso d'aria per il suo raffreddamento.
Il prototipo riuscì ad essere collaudato a terra nel 1933 quindi installato su un caccia Armstrong Whitworth A.W.16 utilizzato come banco di prova volante. Il velivolo, marche G-ABKF, venne equipaggiato con una particolare cofanatura dotata di aperture per l'ingresso dell'aria regolabile su cinque posizioni. Il velivolo così modificato venne portato in volo il 24 ottobre 1933 dall'allora pilota collaudatore capo dell'azienda Charles Turner-Hughes. Benché l'intero ciclo di valutazioni venne concluso, le aspettative dell'azienda rimasero però deluse dalla sua cronica tendenza al pericoloso surriscaldamento della terza stella di cilindri che non riusciva a ricevere un adeguato flusso di aria fresca. Questo impedì all'unità di raggiungere la necessaria affidabilità da giustificarne l'avvio ad una produzione in serie vanificando i progetti di installarlo sui nuovi modelli allora in fase di sviluppo, il caccia A.W. 28 ed il biposto multiuso A.W.37. Al termine delle prove in volo il programma di sviluppo venne cancellato e nelle documentazioni dell'azienda rimasero pochi dettagli atti a ricostruire adeguatamente le caratteristiche tecniche dell'unità.

## Velivoli utilizzatori
Regno Unito
- Armstrong Whitworth A.W.16